# Diamond (Luisiana)

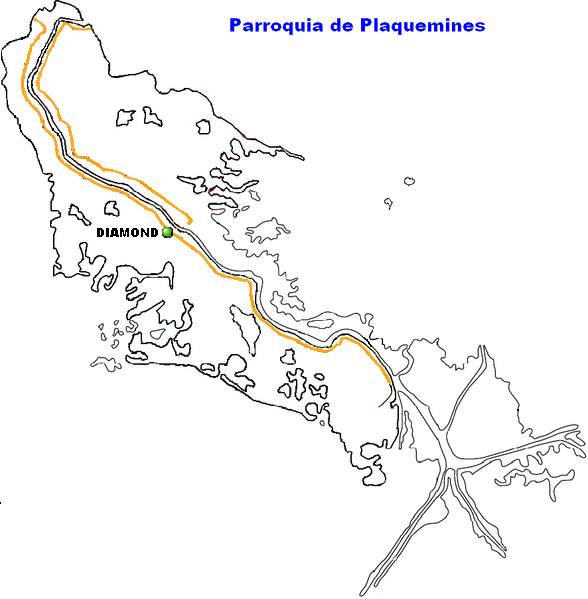
Localización de Diamond en el mapa de la Parroquia de Plaquemines.

Diamond es una pequeña comunidad ubicada sobre el delta del Misisipi, dentro de la parroquia de Plaquemines, en el estado de Luisiana, Estados Unidos.

## Geografía
La localidad de Diamond se localiza en 29°32′07″N 89°45′43″O / 29.53528, -89.76194. Esta comunidad posee solo un metro de elevación sobre el nivel del mar, convirtiéndola una zona proclive a las inundaciones. Su población se compone de menos de doscientos habitantes. Esta comunidad se localiza a cincuenta y siete kilómetros de Nueva Orleans la principal ciudad de todo el estado, y a 541 kilómetros del aeropuerto internacional más cercano, el (IAH) Houston George Bush Intercontinental Airport.